# Sinagoga de Worms
La Sinagoga de Worms (en alemán: Synagoge Worms) es una sinagoga del siglo XI situada en Worms, Alemania.
La primera sinagoga en el lugar fue construida en el 1034 y por lo tanto es considerada como la más antigua sinagoga existente en Alemania. El edificio fue destruido por primera vez durante la Primera Cruzada en 1096 y posteriormente reconstruida en el 1175 con el estilo románico. En el 1186 al suroeste de la sinagoga se construyó una mikve subterráneo.
Durante los pogromos de 1349 y 1615 la sinagoga fue gravemente dañada: en ambos pogromos los techos abovedados y las paredes quedaron muy dañadas. Durante la reconstrucción después de 1355 se crearon las formas góticas de la ventana. Daños comparables se produjeron tras el incendio de 1689 durante la guerra de los Nueve Años. Cuando el edificio fue restaurado en 1700, el interior fue renovado en el estilo de la época.
En la Noche de los cristales rotos en 1938 la sinagoga fue nuevamente atacada y reducido a escombros. Fue minuciosamente reconstruida en 1961, utilizando muchas de las piedras originales que pudieron ser rescatadas.